# Bűnös Budapest
A Bűnös Budapest Kondor Vilmos magyar író második regénye, amely 2009 júniusában az Ünnepi könyvhétre jelent meg az Agave Könyvek gondozásában.

## Cselekmény
1939 szeptembere. A magyar–lengyel határt megnyitották a menekültek előtt, akik tízezrével tódulnak a német és a szovjet csapatok elől. Gordon Zsigmond, a Magyar Nemzet  újságírója is ott van a határon, amikor feltűnik neki három vöröskeresztes teherautó. Beszélni akar az egyik sofőrjével, de az továbbhajt. Pár nap múlva Gordon nyomozni kezd, és hamarosan titkos kártyabarlangokra bukkan, amelyekben egyetlen éjszaka alatt vagyonokat lehet veszíteni és nyerni – nem feltétlenül a játékosoknak.
Ezzel egy időben Nemes Sándor nyugállományú detektív-főfelügyelő olyan megbízást kap, amelyet nem utasíthat vissza, méghozzá olyan embertől, aki nem szokott hozzá a visszautasításhoz. Ki kell nyomoznia, hová tűnt a lengyel katonáknak szánt kábítószer-szállítmány. Nemes ismerős a mocsok és szenny világában, amely útját kíséri a bűnös városban, ám most olyasvalamibe botlik, amire még ő sincs felkészülve.
A két nyomozás egy ponton összeér, Gordon és Nemes találkoznak, és borzalmas titkokra derítenek fényt, titkokra, melyekért semmilyen bosszú nem drága és semmilyen áldozat nem kevés.

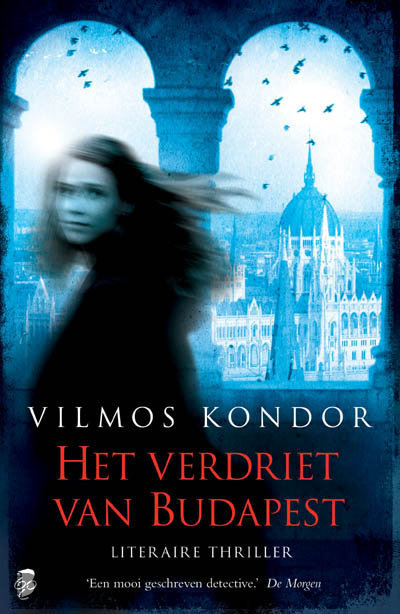
A Bűnös Budapest holland kiadásának címlapja

## Történelmi háttér
- A regény alapjául szolgáló kábítószer-szállítmány és annak eltűnése megtörtént eset, ahogyan a másik főszereplő, Nemes Sándor is létező személy volt. Nemes a regényben többször is idézett Gyakorlati nyomozás című, Budapesten 1944-ben a Griff Könyvkiadó gondozásában, 1200 számozott példányban megjelent könyvének 625. oldalán írt az esetről „Lengyel menekültek kokain-csempész bűnszövetsége” címmel. Az esetet említi még A 60 éves magyar rendőrség 1881-1941 (Budapest, 1942, Halász Irodalmi és Könyvkiadó Vállalat, szerk.: Borbély Zoltán és Dr. Kapy Rezső) című kötet „A fehér méreg banditáinak réme: a Központi Szerv” fejezete a 200-201. oldalon.
- A Nyilaskeresztes Párt az 1939-es országgyűlési választásokon 29 mandátumot szerzett, Kassai-Schallmayer Ferencet 1946-ban halálra ítélték.
- Tábori Kornél a kor egyik legmegbecsültebb újságírója több könyvében is foglalkozott a kártyabarlangokkal és különösen a baccarat-val. (A kártyázó Budapest, Budapest, Nagyharang kiadóhivatal, é.n., illetve Baccarat – Klubok rejtelmei, Budapest, Nagyharang kiadóhivatal, é.n.)
- Dr. Szathmáry Róbert a kor elismert és megbecsült detektívje, jótollú publicistája volt (legismertebb önálló műve: A detektív munkája, Budapest, 1926, a szerző kiadása), rendszeresen publikált a Detektívben, a Magyar Detektívben és a Magyar Rendőrben főleg kriminalisztikai témájú cikkeket, illetve több cikksorozatban foglalkozott a Magyarországi Tanácsköztársaság során főleg a karhatalmi szervek tagjai ellen elkövetett bűncselekményekkel és azok elkövetőivel (különös tekintettel a Lenin-fiúkra).
- Dr. Tartsányi-Schreiber Dániel a kor egyik vezető nyomozója volt, a kártyacsalásokra specializálódott, A játékkaszinók szélhámosai című könyve (Centrum Kiadóvállalat Rt, Budapest, 1934) máig a téma egyik legfontosabb publikációja.
- Dr. Wayand Tibort és Hain Pétert a világháború után halálra ítélték és kivégezték.

## Fogadtatás
A Bűnös Budapest a Budapest noirhoz hasonlóan jelentős kritikai visszhangot váltott ki.
Rácz I. Péter a prae.hu-n egyszerre hívja a regényt történelmi detektívtörténetnek és szociokriminek.

„A történelmi detektívtörténet vagy egyenesen a szociokrimi műfaji besorolás tehát nem alaptalan, sőt bizonyos értelemben jócskán felértékeli a regény élvezhetőségi potenciálját. Persze a hagyományos modern krimi eszköztár megtartásával és szórakoztatni vágyásával.
Tanulni azonban sosem árt. Kondor regényének sikere épp ebben áll: a nagyobb olvasóközönségi igények figyelembevételével vagy annak ellenére – amely nem hajlandó vagy nem tud nagyobb energiákat szánni az olvasásra – becsempészi sorai közé a (történeti, szociológiai, ideológiai) tudás megszerzésének lehetőségét, szimplán az olvasóra bízva annak kihasználtsági fokát. Nem érzem túlzásnak kijelenteni, hogy a regény hozzájárulhat ahhoz a(z irodalmi) tudatosítási folyamathoz, amely már 60 éve késlekedik a magyar társadalomban, miszerint a holokausztnak nemcsak elszenvedői voltunk, hanem aktív részesei is. A cím ekként értése valóban túlmegy a bűnelkövetés és -felderítés műfajszabta határain.
Nincs más hátra, mint ajánlani ezt a (tartalmi valóságtartalmától függetlenül) kiemelkedően üdítő regényt, mely korrigálta elődjének nem túl súlyos esetlegességeit, valamint szuggesztív és reményteljes módon teremti meg a magyar krimi 21. századi potenciális (nemzetközi) karriertörténetét.”

Puskár Krisztián a Könyvesblogon a regény hitelességét emeli ki.

„A Bűnös Budapest legfőbb erőssége, hogy kibont egy világot, melynek a Budapest noir csupán apropója, illetve felütése volt. Kondor sokkal otthonosabban mozog ebben a viszonyrendszerben, ezúttal nem turista a harmincas években, és a nyilvánvaló és kötelező műfaji húzásokon túl nem hagyatkozik felesleges hatásvadászatra. Erre a legjobb és legbanálisabb példa, hogy míg az első részt végigkíséri az valódiságában is utópisztikusnak ható díszlet (Hitler Adolf tér stb.), az itt is jelen van, viszont Kondor nem sulykolja ezt végig, azaz a huszadik oldal után az Oktogont simán Oktogonnak nevezi Gordon, még ha az éppen Mussolini tér is. A Budapest noirban még kettévált a történet és díszlet, itt szervesen összefügg a kettő, az egyikből adódik a másik, Budapest a szemünk láttára bomlik részeire és épül fel újból. A karakterek itt már nem a történet részei, hanem egy olyan rendszeré, amely immár egy önálló magyar alműfajként működik (nemcsak névlegesen, mint a Budapest noir), és amely nem hagy teret a katarzisnak. Még ha van is ún. végkifejlet, az már senkit sem lep meg. Ezúttal minden sötétebb, mai szemmel nézve is egyre valósabb, és még csak 1939-nél tartunk. A magyar noirban és Gordon Zsigmondban még legalább két történet benne van, és még csak nem is a legmagasabb labdákat kell hozzá lecsapni.”

Urfi Péter a Magyar Narancsban már Kondor-jelenségről ír, és négy és fél csillagot ad a regénynek az ötből.

„Ritka az olyan örömteli fejlemény a magyar könyvpiacon, mint a Kondor-jelenség. [...] Kondor profi műfaji szerző: pontosan tudja, milyennek kell lennie egy keményvonalas kriminek, és meg is tudja írni. Főhőse, a rezignált bűnügyi újságíró, Gordon Zsigmond és a választott téridő, a harmincas évek Budapestje elég összetett és rejtélyes ahhoz, hogy sorozatot építhessen köré, állandó szereplőkkel és állandó olvasókkal, akiknek a némileg terjedelmesebb Bűnös Budapest valószínűleg nem okoz majd csalódást.”

Bárány Tibor az Élet és Irodalomban úgy értékeli, hogy a regény „irodalomtörténeti nyarat” csinált.

„A Bűnös Budapest sötétnél is sötétebb világában mindent áthat a testi-lelki nyomor és a számító aljasság: a szerencsejáték- és kábítószerbizniszt a hatalomváltásra készülődő nyilasokkal szövetkező felsőbb politikai körök irányítják, a cenzúra megfojtja a sajtót (Gordon ezúttal a Magyar Nemzet újságírója), aki teheti, igyekszik elmenekülni az országból. Kondor most sem bíz semmit a véletlenre: a budapesti éjszakai élet képének megrajzolásához - egyebek közt - Tábori Kornél riportsorozatát hívja segítségül (sőt, Tábori szereplőként is megjelenik a regényben!); s továbbra is ügyesen bánik a jelöletlen idézetekkel és utalásokkal.[...] A Budapest noir megjelenése után az olvasó - elismerve a vállalkozás ötletességét - még kissé tanácstalanul várhatta a folytatást, s töprenghetett el rajta, vajon hány műfaji fecske csinál irodalomtörténeti nyarat. A Bűnös Budapest megmutatta: kettő akár elég lehet.”

A Múlt-Kor történelmi portál a lenyűgöző korképet emeli ki.

„A magyar zsánerregény újjászületésének egyik legszebb példája volt Kondor előző műve, a Budapest Noir, ám a szerző most minden tekintetben meglépte a folytatások követelményeit: a történet immár két szálon fut, jóval összetettebb, és talán mintha egyre kevesebb lenne a néha zavaró bédekker-narráció. A korkép ennek ellenére lenyűgöző, és nem csak az egykori szerkesztőségek, kávéházak és kisvendéglők világa támad fel a könyv lapjain, hanem egész új fénybe kerülnek a budapesti éjszakában randalírozó, hatalomvágytól fűtött nyilasok, vagy éppen a kormányzó mindent látó szemei, a Wayand-fivérek, és a titkosrendőrök kegyetlenül kellemetlen hálózata.”

Az Exit internetes kiadása egyszerre hívja nélkülözhetetlen strandolvasmánynak és minőségi kriminek.

„Szóval Gordon Zsigmond ismét a pályán, még sötétebb, még komorabb hangulatban, és egy még élőbb és még izgalmasabb történetben. Nélkülözhetetlen strandolvasmány, és minőségi krimi egyszerre – a Bűnös Budapest erősebb folytatása az előzőben bemutatott patentnek, vagyis a történelem- és társadalomrajzzal felütött hardboiled bűnregénynek, úgyhogy köszönjük, igen finom volt, jöhet a következő.”

A regény 2009 júliusában felkerült a Magyar Narancs kritikusai által összeállított sikerlistára úgy, hogy a Bűnös Budapest az egyetlen, nem szépirodalmi mű a 12 könyvből álló listán.

## Külföldi kiadás
2011. április 21-i információk szerint a Bűnös Budapest 2011-ben Németországban, Hollandiában és Olaszországban (emitt e-könyv-formátumban is) meg fog jelenni.

## Folytatás
Az ötkötetes Bűnös Budapest-ciklus harmadik része, a Bűnös Budapest folytatása 2010 júniusában jelent meg A budapesti kém címmel.